# Kristina Oberthaler
Kristina Oberthaler (Schwarzach im Pongau, 29 de marzo de 1998) es una deportista austríaca que compite en biatlón. Ganó una medalla de bronce en el Campeonato Europeo de Biatlón de 2024, en la prueba de relevo mixto individual.

## Palmarés internacional
| Campeonato Europeo | Campeonato Europeo   | Campeonato Europeo | Campeonato Europeo      |
| Año                | Lugar                | Medalla            | Prueba                  |
| ------------------ | -------------------- | ------------------ | ----------------------- |
| 2024               | Osrblie (Eslovaquia) | Medalla de bronce  | Relevo mixto individual |